# 佩孔尼克縣

擬定的佩孔尼克縣的位置

佩孔尼克縣（英語： /pəˈkɒnɪk/）是紐約長島上擬議的新縣，它下轄薩福克縣最東部的五個城鎮：東漢普頓、河頭鎮、設爾特島、南安普敦、紹斯霍爾德，再加上辛內科克印第安保留地。它的名字來自佩孔尼克灣與佩孔尼克河，佩孔尼克灣是分隔長島北叉和南叉的水體。
自薩福克縣將其政府辦公地從官方縣城河頭鎮向西遷至32英里外人口稠密的豪珀格起，關於佩孔尼克縣的討論已經有50多年的歷史了。
該縣建立的主要推動力是薩福克縣西部（主要是紐約市的通勤區）和而東部（該地區以鄉村和高檔住房為主）之間的差異。
在1997年，有71％的東區選民批准了一項不具有約束力的分割決議。但是，紐約州議會從未批准授權立法。東區報紙報導推測，大會擔心會激起該州的分裂浪潮，包括想從紐約市脫離的史泰登島，甚至可能導致紐約上州和下州的分裂。佩孔尼克縣的分離運動近年來沒有活躍。